# دوتا ۲
دوتا ۲ (به انگلیسی: Dota 2) یک بازی ویدئویی در ژانر بازی آنلاین چندنفره (Multiplayer Online Battle Arena) به سبک موبا است که برای پلت‌فرم‌های مایکروسافت ویندوز، مک‌اواس و لینوکس منتشر شده‌است. این بازی کامل شدهٔ نسخه پیشین آن، دفاع از باستانیان است. واژه DotA کوتاه‌شده از Defense of the Ancients به معنی دفاع از ساختمان باستانی است. هر تیم که بتواند ساختمان دشمن یا ancient را از بین ببرد، برنده است. این بازی به‌طور ۵ برابر ۵ بازی می‌شود و درجه سختی بالایی دارد. 

## گیم پلی

یک بازی دوتا ۲ در حال انجام است که تیم ریدینت را در داخل پایگاه خود در ابتدای یک مسابقه نشان می‌دهد

دوتا ۲ بازی چند نفره آنلاین در یک محیط گرافیکی سه بعدی (3D) با الگو:گرافیک ایزومتریک است که در ابتدا یک نقشه (به انگلیسی: map) از بازی وارکرفت بود (از سال ۲۰۰۳ میلادی) و توسط eul ایجاد شده بود که دو تیم با پنج بازیکن، به عنوان ریدینت (انگلیسی: Radiant) و دایِر (انگلیسی: Dire) به رقابت می‌پردازند. هر بازیکن یکی از ۱۲۳ «قهرمان» را انتخاب می‌کند که هر یک توانایی‌های منحصر به فرد و سبک مبارزه متفاوتی دارند. در آغاز رقابت تمام قهرمانان دارای سطح یک می‌باشد، در طول بازی با مردن هر یونیت سطح هیرو افزایش میابد. هر زمان که قهرمان یک سطح ارتقا یافت، می‌تواند یک توانایی جدید را باز کند یا آن‌ها را ارتقا دهد. قهرمان‌ها به صورت کلی در چند دسته strength, agility, intelligence دسته‌بندی می‌شوند. همچنین در این بازی به دلیل آپدیت‌های فراوان نمی‌توان در آن از مپ هک (MH) استفاده کرد و خیلی قابلیت‌های دیگر که در آپدیت‌های روزانه یا هفتگی به بازی اضافه می‌شود. این بازی در نرم‌افزارهای استیم، یوپلی و دیگر نرم‌افزارها به‌صورت آنلاین قابل نصب می‌باشد. همچنین قسمت خرید بازی هیچ تأثیری در بازی ندارد و فقط بر روی ظاهر بازی تأثیر می‌گذارد. در بازی شما این قابلیت را دارید که با افراد دیگر حرف بزنید و بازی را جلو ببرید.
بازی دارای قسمتی است که شما می‌توانید با خرید آیتم (انگلیسی: Item)های مختلف برای شخصیت خود قدرت سرعت و… آنها را بالا ببرید و شخصیت خود را قویتر کنید، همچنین هرکدام از آنها هم قابلیت خاصی دارند می‌توانید در هنگام بازی از آنها استفاده کنید.

## ساخت
اولین نسخه از دوتا ۲ به نام دفاع از عهد باستان در سال ۲۰۰۳ و به شکل یک مود توسط بلیزارد انترتینمنت برای بازی وارکرفت ۳: تخت یخ‌زده عرضه شد. در سال ۲۰۰۵ Icefrog رسماً طراح اصلی بازی شد. دوتا ۲ خیلی زود به یکی از محبوب‌ترین مودها در جهان تبدیل شد. طولی نکشید که نظر شرکت ولو به بازی جلب شد. ولو می‌خواست نسخه مدرن تری از بازی رو ارائه کند، به همین منظور از طریق ایمیل با Icefrog در تماس شدند و او نیز قبول کرد و در سال ۲۰۰۹ خبر از حضورش در موقعیت کاری جدیدش را داد، در حالی که دوتا ۲ رسماً برای سال بعد معرفی شد.
هدف سازندگان ساخت بازی با سورس (موتور بازی) بود. دو تیم Radiant و Dire جانشین تیم‌های قبلی
Sentinel و Scourge شدند. تمام محتویات بازی شامل اسم شخصیت‌ها، آیتم‌ها و غیره با کمی تغییر به مرور زمان به بازی جدید منتقل شدند.
موتور بازی قابلیت‌های گرافیکی بهتری ارائه می‌داد. تیم همچنین به دنبال ارائه نورپردازی بهتری برای بازی بود. در سال ۲۰۱۳، ولو قابلیت مربی گری رو برای دوتا معرفی کرد که به واسطه آن بازیکنان حرفه ای می‌توانند نقش مربی را برای بازیکنان دیگر داشته باشند، همجنین مانند بازی‌های دیگر، بازیکنان می‌توانستند مسابقات آنلاین دیگران را نیز ببینند. بعضی از این مسابقات و رویدادها می‌توانستند توسط بلیط مسابقات ورودی در قسمت فروشگاه بازی خریداری شوند.
بخشی از برنامه‌ریزی بازی دوتا ۲ برای تبدیل آن به شبکه‌های اجتماعی بود. در سال ۲۰۱۲ بازی به صورت Free To Play (رایگان بازی کردن) معرفی شد. در حالی که فروشگاه در بازی موجود بود و بازیکنان می‌توانستند با خرید آیتم‌ها و اسکین‌ها و غیره، ظاهر شخصیت خود را تغییر دهند. قبل از ارائه بازی در سال ۲۰۱۳ بازیکنان می‌توانستند پک بازی رو خریداری کنند که این پک شامل خود بازی به همراه چندین آیتم، محتوای قابل دانلود و Dota 2 Workshop Tools بود. Workshop Tools به مانند World Editor بازی وارکرفت به بازیکنان امکان ساخت مپ‌ها و مودهای مختلف را به بازیکنان می‌داد.
در سال ۲۰۱۵، خبر از فروش ۲۳۸ میلیون دلاری از آیتم‌های بازی دوتا ۲ داده شد.
دوتا ۲ همچنین قابلیت فصلی رده‌بندی الو بر پایهٔ Matchmaking را داشت. بدین معنی که هر بازیکن عددی مربوط به Matchmaking Rating (MMR) دارد. این عدد با هر بار برد و باخت بالا و پایین می‌رفت و سطح دانش و توانایی بازیکن در بازی با این عدد مشخص می‌شد.
گیم سرور بازی، به اسم Game Coordinator، برای بالانس کردن دو تیم استفاده شده‌است که هر تیم ۵۰ درصد قابلیت برد داشته باشد. برای اینکه رنک هر بازیکن به روز باشد، هر شش ماه یکبار MMR تمامی
بازیکنان ریست می‌شود.

### Dota 2 Reborn
در سال ۲۰۱۵، ولو اعلام کرد بازی، به موتور جدید Source 2 انتقال داده شده و به اسم Dota 2 Reborn عرضه می‌شود. دوتا ۲ ریبورن اولین بازییی بود که توسط این موتور ساخته شده بود. ریبورن همچنین قابلیت‌های جدیدی مانند پیکر بندی جدیدتر، قابلیت راحت تر ساخت مود و استفاده از آنها، گیم پلی روان تر و غیره را داشت.

## مسابقه‌ها

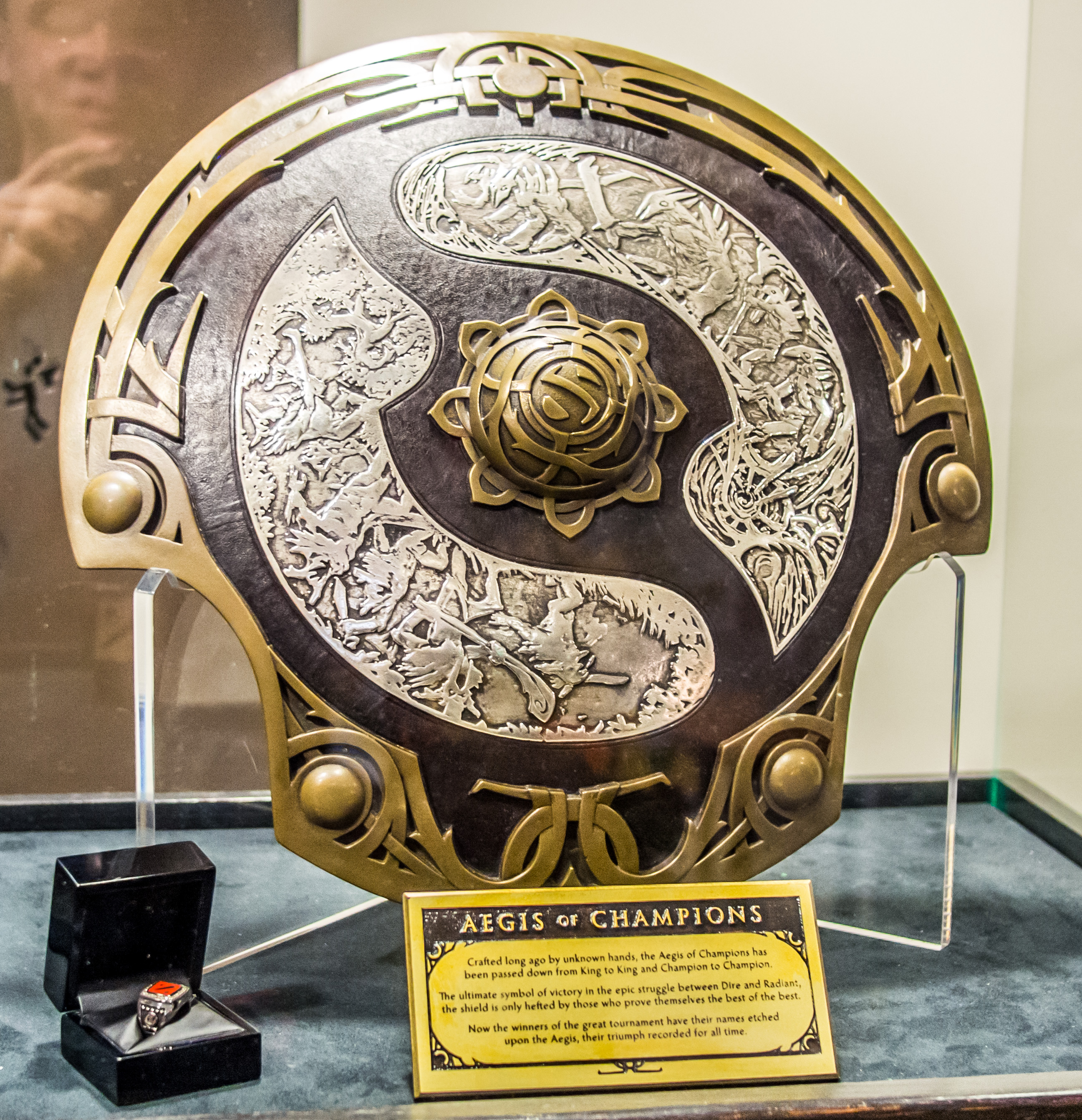
ایجس قهرمانان

پول جایزه تورنمنت هر سال The international (یا به اختصار TI) از ۲۰۱۳ به بعد از محل سود حاصل فروش آیتم‌های بازی به نام "Compendium" به شکل کراد فاندینگ تأمین می‌شود.والو به رقابت کنندگان مسابقات ۲۰۱۵ و ۲۰۱۶ که به سطح ۱۰۰۰ یا بالاتر رسیدند ایجس (Aegis: تندیسی مانند سپر) قهرمانان جایزه داد.

## انتشار

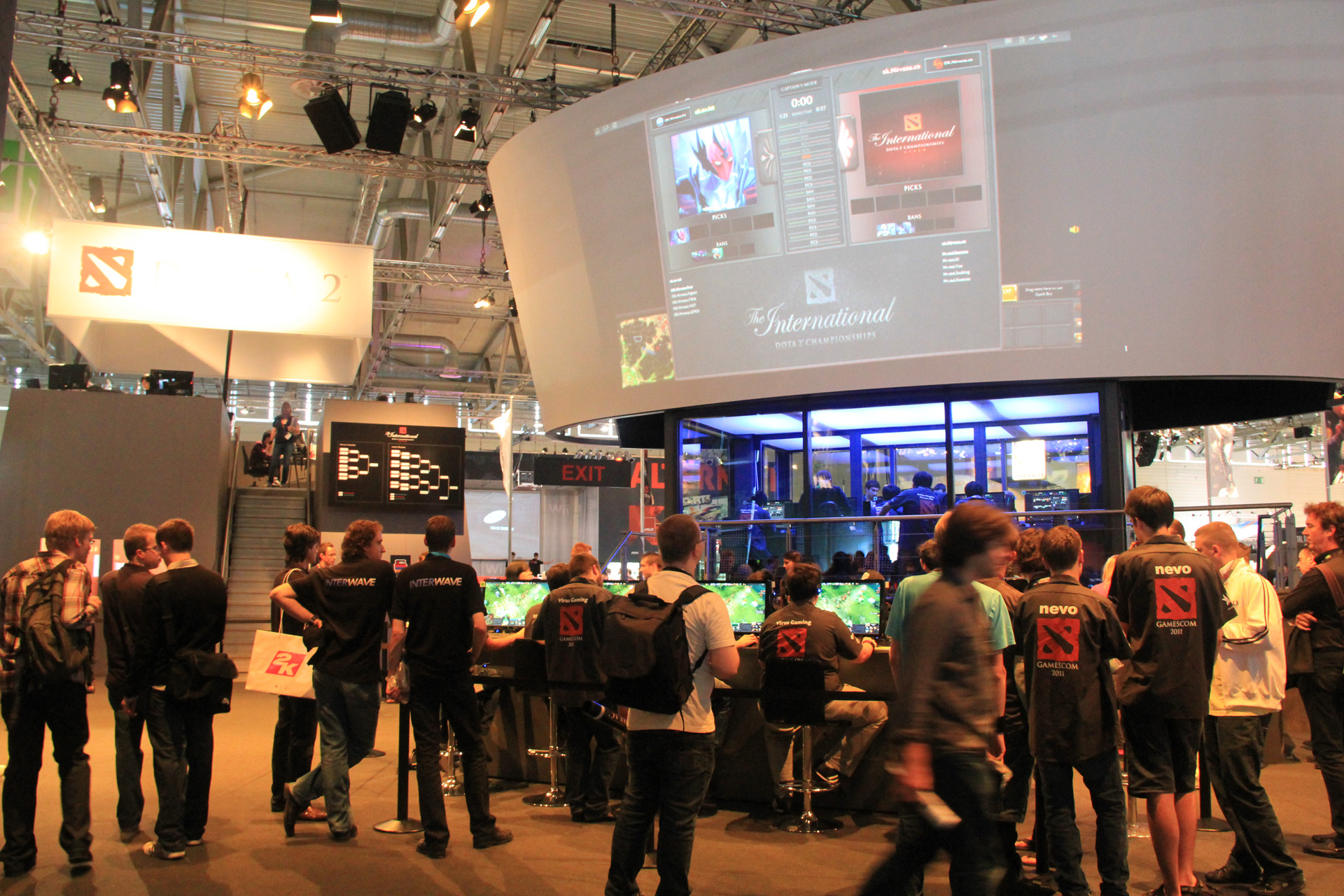
دوتا ۲ در گیمزکام ۲۰۱۱

دوتا ۲ برای اولین بار در سال ۲۰۱۱ در نمایشگاه گیمزکام با قابلیت بازی برای عموم به نمایش گذاشته شد. بعد از ۲ سال نسخه تست، در تاریخ ژوئیه ۲۰۱۳، دوتا ۲ رسماً بر روی استیم برای ویندوز، و در روزهای بعد برای لینوکس و مک انتشار یافت.
بازی، با تمام شخصیات‌های بازی قبلی انتشار نیافت و بعضی از شخصیت‌ها، به مرور زمان به بازی جدید اضافه شدند.
در دسامبر ۲۰۱۶، بازی به ورژن ۷، به اسم سفر جدید آپدیت شد. آپدیت سفر جدید قابلیت‌های جدیدی به بازی اضافه کرده بود که شامل یکی از شخصیت‌های اصلی بازی که هنوز به بازی انتقال داده نشده بود، نقشه تغییر داده شده، یک مرحله کوتاه قبل از بازی که به بازیکنان اجازه طراحی استراتژی برای مدت کوتاهی می‌داد و Talent Tree (درخت استعداد) بود.
در آوریل ۲۰۱۷ برای بازی در سیستم رنکینگ، نیاز به بارگذاری یک شماره تلفن همراه برای جلوگیری از هر گونه مزاحمت برای بازیکنان دیگر و اسمورفینگ بود (بازیکنان حرفه ای که با اکانتی تازه ساخته شده، باعث برد سریع بازی می‌شدند). همچنین در نوامبر ۲۰۱۷، سیستم مدالی فصلی جانشین سیستم عددی رنکینگ شد. حرکتی که باعث نزدیکتر شدن بیشتر بازیکنان هم سطح به هم شد.
در اوایل سال ۲۰۱۸، سیستم اشتراک پولی ماهانه دوتا پلاس به جای بتل پس برای بازی اضافه شد که شامل دستاورد، مأموریت، قابلیت لولینگ، آیتم، تحلیل آمار بازی، هیروها و غیره است.

## بازخوردها
| گردآورنده | امتیاز |
| --------- | ------ |
| متاکریتیک | 90/100 |

| ناشر                     | امتیاز |
| ------------------------ | ------ |
| دستراکتید                | 9.5/10 |
| اج                       | 9/10   |
| یوروگیمر                 | 9/10   |
| گیم اینفورمر             | 9/10   |
| گیم‌اسپات                 | 9/10   |
| آی‌جی‌ان                   | 9.4/10 |
| پی‌سی گیمر (ایالات متحده) | 92/100 |
| پولیگان                  | 8.5/10 |
| یواس‌گیمر                 | [ ۱۵ ] |
| VideoGamer.com           | 9/10   |

دوتا ۲ با توجه به بازبینی جمعی متاکریتیک «تحسین جهانی» دریافت کرد، و به عنوان یکی از بهترین بازی‌های ویدئویی در تمام دوران نام‌گذاری شده‌است. در پیش نمایشی از بازی در سال ۲۰۱۲، ریچ مک کورمیک از پی‌سی گیمر فکر می‌کرد که دوتا ۲ «یک بازی باورنکردنی عمیق و پیچیده‌است که خالص‌ترین دنباله دفاع از باستانی‌ها را ارائه می‌دهد. مانند تعداد کمی از بازی‌های دیگر ارزشمند، اما سخت.» آدام بیسنر، سردبیری که مقاله اعلامی دوتا ۲ را برای گیم اینفورمر در سال ۲۰۱۰ نوشت، ولو را به خاطر حفظ مکانیک و تعادل بازی که تقریباً یک دهه قبل باعث موفقیت دفاع از باستان‌ها شد تحسین کرد و کوئینتین اسمیت از یوروگیمر دوتا ۲ را به عنوان «شکل عالی موبا که هر کس دیگری که در این ژانر کار می‌کند سعی می‌کند مانند رعد و برق در بطری آن را به تصویر بکشد.» اغلب جنبه‌های مورد تحسین بازی عمق، تحویل و تعادل کلی آن بود. کریس تورستن از پی‌سی گیمر گیم پلی بازی را «عمیق و ارزشمند» توصیف کرد.
مارتین گاستون از گیم‌اسپات از ولو برای طراحی هنری و ارائه دوتا ۲ قدردانی کرد و اجرای طراحی رابط کاربری، صداگذاری و شخصیت پردازی را فراتر از رقبای بازی عنوان کرد. فیل کامرون از آی‌جی‌ان و جیمز کوزانیتیس از هاردکور گیمر هر دو دوتا ۲ را به خاطر مدل کسب‌وکار رایگان آن که شامل فقط اقلام آرایشی (مانند لباس‌ها) می‌شود، تحسین کردند، در مقایسه با بازی‌های دیگر مانند لیگ افسانه‌ها، که برای باز کردن قفل «قهرمانان» بهتر برای بازی نیازمند پرداخت پول هستید، کوزانیتیس اظهار داشت که دوتا ۲ «تنها بازی ای است که بازی رایگان را به درستی انجام می‌دهد». نیک کولان از آی‌جی‌ان نیز موافقت کرد و مدل تجاری بازی با تیم فورترس ۲ ولو که از سیستم تقریباً یکسانی استفاده می‌کند باهم مقایسه کرد. موارد اضافه شده پس از انتشار به بازی مانند اضافه شدن پشتیبانی از واقعیت مجازی (VR) در سال ۲۰۱۶ نیز مورد ستایش قرار گرفتند. بن کوچرا از پولیگن فکر می‌کرد که تماشای بازی‌ها در وی آر «شگفت انگیز است» و آن را با توانایی تماشای یک فوتبال آمریکایی مقایسه کرد. بازی روی تلویزیون با قابلیت پرش به زمین در هر زمان برای دیدن دیدگاه کوارتربک. کریس تورستن از پی‌سی گیمر با این موضوع موافقت کرد و این تجربه را «باورنکردنی» و بر خلاف سایر سیستم‌های تماشای ورزش‌های الکترونیکی که قبل از آن وجود داشت، خواند. سام ماچکووچ از آرس تکنیکا نیز این افزوده را ستایش کرد و معتقد بود که این عملکرد می‌تواند «توجه جدی گیمرها و غیر گیمرها را به خود جلب کند».
در حالی که اکثر منتقدان به دوتا ۲ نقدهای بسیار مثبتی ارائه کردند، یک انتقاد رایج این بود که این بازی دارای یک منحنی یادگیری تند است که برای غلبه بر آن نیازمند تعهد استثنایی است. فردریک اسلوند از بخش سوئدی گیمریکتر ضمن ارائه یک بررسی نسبتاً مثبت که ثبات محصول ولو را تحسین می‌کرد، اولین بازی دوتا ۲ خود را به عنوان یکی از تحقیرآمیزترین و غیرقابل قبول‌ترین تجربیات دوران بازی خود توصیف کرد و به منحنی یادگیری و نگرش بازیکنان اشاره کرد. بنجامین دانبرگ از گیم استار به منحنی یادگیری به عنوان یک «صخره یادگیری» اشاره کرد، و تجربه تازه‌وارد را دردناک خواند، با ویژگی آموزشی جدید در فرنچایز دوتا فقط تا حدی موفق بود. در یک بررسی برای روزنامه مترو، دوتا ۲ به دلیل عدم جبران نقص‌ها با منحنی یادگیری دفاع از باستان‌ها، و همچنین گاهی اوقات جامعه متخاصم، که معمولاً در بازی‌های چند نفره آنلاین عرصه نبرد مورد انتقاد قرار می‌گیرد، مورد انتقاد قرار گرفت. پیتر برایت از ارز تکنیکا همچنین انتقاداتی را در مورد توانایی وب‌سایت‌های شخص ثالث برای اجازه دادن قمار پوستی و شرط‌بندی بر روی نتایج مسابقه، مشابه بحث‌هایی که در کانتر-استرایک: گلوبال آفنسیو ولو وجود داشت، مورد انتقاد قرار داد. برای مثال با استفاده از دوتا ۲، برایت فکر می‌کرد که ولو عناصر قمار را مستقیماً در بازی‌های خود قرار داده‌است، و مشکلاتی با رویه غیرقانونی دارد، که به گفته او اغلب توسط بازیکنان زیر سن قانونی و مناطقی که قمار غیرقانونی است استفاده می‌شود. سناتور استرالیایی نیک گزنفون نیز احساسات مشابهی داشت و اظهار داشت که می‌خواهد قانونی را در کشورش معرفی کند تا دسترسی افراد زیر سن قانونی به قمار در بازی‌های ویدیویی، از جمله دوتا ۲ را به حداقل برساند. در پاسخ به این بحث، مدیر پروژه ولو و دوتا ۲ اریک جانسون اظهار داشت که آنها علیه سایت‌های شخص ثالث اقدام خواهند کرد زیرا این عمل توسط توافق‌نامه‌های کاربر یا واسط برنامه‌نویسی کاربردی آنها مجاز نبوده‌است.
مقایسه دوتا ۲ با سایر بازی‌های موبا، با مکانیک و مدل تجاری آن با لیگ افسانه‌ها و قهرمانان طوفان مقایسه می‌شود. در تقابل با لیگ افسانه‌ها، تی جی هافر از پی‌سی گیمر بازی دوتا ۲ را «تجربه برتر» نامید و اظهار داشت که فکر می‌کند بازی «همه چیز در مورد ضد بازی» است و بیشتر قهرمان‌ها برای مقابله مستقیم با قهرمان دیگر طراحی شده‌اند. هافر همچنین روشی را که بازی با استخر (صفحه) انتخاب قهرمان خود انجام می‌داد، ترجیح می‌داد. برخلاف لیگ افسانه‌ها همه آنها از همان ابتدا باز بودند. جیسون پارکر از سی‌نت با مقایسه دوتا ۲ با قهرمانان طوفان گفت که اگرچه ورود به قهرمانان طوفان آسان‌تر بود، اما پیچیدگی‌ها و عمق دوتا ۲ بیشتر توسط کسانی که برای تسلط بر آن وقت گذاشتند، قدردانی می‌شد. بازیکنان تیم حرفه‌ای اوجی دوتا ۲ در مقایسه بیشتر آن با بازی قهرمانان نیورث گفتند که اکثر بازیکنان قهرمانان نیورث به دلیل شباهت‌های قوی که هر دو بازی به اشتراک می‌گذارند، به راحتی می‌توانند به بازی منتقل شوند. مشابه دیگر بازی‌های آنلاین بسیار رقابتی، دوتا ۲ اغلب دارای یک جامعه خصمانه و «سمی» است. در سال ۲۰۱۹، گزارشی از سوی لیگ ضد افترا نشان داد که تا ۷۹ درصد از بازیکنان بازی گزارش داده‌اند که در حین بازی به نوعی مورد آزار و اذیت قرار گرفته‌اند که در صدر فهرست آنها قرار گرفته‌است.

### جوایز
پس از انتشار آن در سال ۲۰۱۱، دوتا ۲ برنده جایزه انتخاب مردمی آی‌جی‌ان شد. در دسامبر ۲۰۱۲، پی‌سی گیمر بازی دوتا ۲ را به عنوان نامزد دریافت جایزه بهترین بازی سال و همچنین بهترین بازی الکترونیکی سال معرفی کرد. در سال ۲۰۱۳، دوتا ۲ برنده جایزه بهترین بازی الکترونیکی سال از پی‌سی گیمرو آنگیمرز شد. گیم‌تریلرز همچنین جایزه بهترین بازی رایانه شخصی سال ۲۰۱۳ را به بازی اعطا کرد و آی‌جی‌ان همچنین بهترین بازی استراتژی و تاکتیک رایانه شخصی، بهترین بازی چند نفره رایانه شخصی و جایزه انتخاب مردم را به آن اعطا کرد. به‌طور مشابه، گیم اینفورمر دوتا ۲ را برای دسته‌های بهترین انحصاری رایانه، بهترین بازی چند نفره رقابتی و بهترین استراتژی سال ۲۰۱۳ به رسمیت شناخت. در همان سال، دوتا ۲ نامزد چندین جایزه توسط دستراکتید شد. در حالی که کارکنان استارکرفت ۲: قلب ازدحام را انتخاب کردند، دوتا ۲ اکثریت آرای توزیع شده بین ۹ نامزد را کسب کرد. دوتا ۲ بعداً نامزد بهترین بازی چند نفره در دهمین جوایز بازی‌های آکادمی بریتانیا در سال ۲۰۱۴ شد، اما به اتومبیل‌دزدی بزرگ ۵ باخت و در رویدادهای خود از سال ۲۰۱۵ تا ۲۰۱۹ نامزد بهترین بازی ورزش‌های الکترونیک در جوایز بازی شد. و همچنین در سال ۲۰۱۵برنده جایزه بهترین بازی موبا در جوایز جهانی بازی شد. این بازی همچنین نامزد دریافت جایزه «رابطه عشق و نفرت» در مراسم افتتاحیه جوایز استیم در سال ۲۰۱۶ شد. در اواخر دهه ۲۰۱۰، این بازی نامزد بازی ویدیویی در جوایز برگزیده نوجوانان ۲۰۱۷، نامزد برای بهترین بازی ورزش‌های الکترونیک سال در جوایز گلدن جوی‌استیک، و به عنوان بهترین بازی پربیننده آی‌جی‌ان شد.

## مشکلات
یکی از بزرگترین دغدغه‌های علاقمندان به این بازی مهیج، آپدیت‌ها و تغییراتی زیاد در مهارت‌های هیروها و یا بستن آیتم‌های بازیست در کنار تغییرات ناگهانی در مپ که اضافه شدن یا کم شدن برخی موارد به آن یا تغییر مسیرها باعث نارضایتی برخی طرفداران این بازی مهیج می شود. از دیگر مسائل آزار دهنده می توان به آپدیت‌های سنگین ولی اجباری غیر مرتبط با خود بازی و تنها برای اضافه شدن کالکشن‌های ست‌ها یا آیتم‌های ظاهری بازی تحت عنوان ترژر اشاره کرد.